# Blanche (groupe)
Pour les articles homonymes, voir Blanche.
Blanche est un groupe musical de Détroit, Michigan (États-Unis) formé en 2002. Leur musique est un mélange de rock, de country et de folk avec des sonorités du début du XXe siècle.

## Historique
Proche des White Stripes (dont ils ont fait la 1re partie de la tournée en 2003), le groupe est composé de :
- Dan John Miller (guitare et chant)
- Tracee Mae Miller (basse et chant)
- Feeny (Guitare acoustique)
- Lisa "Jaybird" Jannon (percussions)
- "Little" Jack Lawrence (banjo), qui remplace Patch Boyle.

Le premier disque de Blanche est un EP appelé America's Newest Hitmakers, publié par Loose Records. Le premier album du groupe If We Can't Trust the Doctors... est sorti en 2004. Une des caractéristiques de ce premier album réside dans des textes de chansons non dénués d'humour et d'auto-dérision sur une musique rythmée et relativement riche.
En 2005, Dan John Miller tient le rôle de Luther Perkins (musicien accompagnant Johnny Cash) dans le film Walk the Line de James Mangold et Tracee Mae Miller y fait également une apparition (en tant qu'amie de la première femme de Johnny Cash).

## Discographie
- 2004: America's Newest Hitmakers, EP
- 2004: If We Can't Trust the Doctors...
- 2006: What This Town Needs, EP
- 2007: Little Amber Bottles